# Eleições estaduais no Rio Grande do Norte em 1962
As eleições estaduais no Rio Grande do Norte em 1962 ocorreram em 7 de outubro como parte das eleições gerais em 22 estados e nos territórios federais do Amapá, Rondônia e Roraima. Foram eleitos os senadores Walfredo Gurgel e Dinarte Mariz, além de sete deputados federais e quarenta deputados estaduais.
Com a queda do Estado Novo o embate político no Rio Grande do Norte aconteceu sob as estruturas partidárias do PSD e da UDN, cabendo ao primeiro a vitória na eleição de José Augusto Varela ao governo estadual em 1947 e um papel decisivo na vitória de Dix-Sept Rosado em 1950, quando o referido líder saiu das fileiras udenistas e chegou ao Palácio Potengi via PR e com a morte deste nos primeiros meses de mandato, o PSD governaria o estado sob a liderança de Sílvio Pedrosa. A tão adiada vitória da UDN só viria em 1955 através de Dinarte Mariz, contudo a força da legenda diminuiu no momento em que Aluízio Alves abriu uma dissidência e ingressou no PSD vencendo a eleição para governador em 1960, dando origem a um ambiente político onde cada um dos grandes partidos respondia a uma liderança antagônica à do rival.
Neste cenário conflagrado, cada uma das vagas em disputa para senador foi conquistada pelos grupos rivais e nisso o mais votado foi o monsenhor Walfredo Gurgel. Nascido em Caicó, ele estudou na Pontifícia Universidade Gregoriana em Roma onde se formou em Filosofia e Teologia. Professor e reitor do Seminário Maior de Natal, dirigiu o Colégio Diocesano Seridoense em Caicó, cidade na qual foi vigário da paróquia, função que desempenhou também em Acari. Eleito deputado federal via PSD em 1945, participou da Assembleia Nacional Constituinte que elaborou a Constituição de 1946. Seu retorno efetivo à vida política aconteceu em 1960 ao ser eleito vice-governador na chapa de Aluízio Alves e em 1962 conquistou um mandato de senador.
Os adversários do governo estadual fizeram valer seu status oposicionista e conquistaram a outra vaga para o agropecuarista Dinarte Mariz. Natural de Serra Negra do Norte, foi chefe de polícia na cidade em questão até sua mudança para Caicó onde viveu como comerciante e obteve lucros com a economia algodoeira. Em meio aos fatos referentes à sucessão do presidente Washington Luís cerrou fileiras na Aliança Liberal e quando a Revolução de 1930 foi vitoriosa assumiu a prefeitura de Caicó. Deposto do cargo por seu apoio à causa da Revolução de 1932, chegou a ficar preso no Rio de Janeiro e a partir de então tornou-se adversário político de Getúlio Vargas e também celebrou o fracasso da Intentona Comunista de 23 de novembro de 1935 em Natal. Nos estertores do Estado Novo rumou para a UDN e embora tenha perdido duas eleições à Câmara Alta do parlamento, foi eleito senador em 1954, governador do Rio Grande do Norte em 1955 e retornou ao Senado Federal em 1962.

## Resultado da eleição para senador
Conforme o bando de dados do Tribunal Superior Eleitoral, foram apurados 421.421 votos nominais.
| Candidatos a senador da República | Candidatos a suplente de senador | Número | Coligação           | Votação | Percentual |
| --------------------------------- | -------------------------------- | ------ | ------------------- | ------- | ---------- |
| Walfredo Gurgel PSD               | Manuel Vilaça PSD                | -      | PSD (sem coligação) | 108.103 | 25,65%     |
| Dinarte Mariz UDN                 | Cortez Pereira UDN               | -      | UDN, PST            | 105.884 | 25,13%     |
| Teodorico Bezerra PSD             | Francisco Serafico Dantas PSD    | -      | PSD (sem coligação) | 98.283  | 23,32%     |
| Tarcísio Maia UDN                 | Sílvio Bezerra de Melo UDN       | -      | UDN, PST            | 82.215  | 19,51%     |
| Djalma Maranhão PSB               | Wilson Alves da Nóbrega PSB      | -      | PSB (sem coligação) | 26.936  | 6,39%      |
| Fontes:                           |                                  |        |                     |         |            |

## Deputados federais eleitos
São relacionados os candidatos eleitos com informações complementares da Câmara dos Deputados.

Representação eleita
  PSD: 3
  PTB: 2
  UDN: 1
  PDC: 1

| Deputados federais eleitos | Partido | Votação | Percentual | Cidade onde nasceu    | Unidade federativa  |
| Clóvis Motta               | PTB     | 26.982  |            | Campina Grande        | Paraíba             |
| Vingt Rosado               | PSD     | 24.527  |            | Mossoró               | Rio Grande do Norte |
| Odilon Coutinho            | PTB     | 20.932  |            | Santa Rita            | Paraíba             |
| Aluísio Bezerra            | PSD     | 20.361  |            | Santa Cruz            | Rio Grande do Norte |
| Djalma Marinho             | UDN     | 19.352  |            | São José do Campestre | Rio Grande do Norte |
| Aristófanes Fernandes      | PDC     | 18.523  |            | Santana do Matos      | Rio Grande do Norte |
| Jessé Freire               | PSD     | 18.292  |            | Macaíba               | Rio Grande do Norte |
| Fontes:                    |         |         |            |                       |                     |

## Deputados estaduais eleitos
Estavam em jogo quarenta cadeiras na Assembleia Legislativa do Rio Grande do Norte.

Representação eleita
  PSD: 15
  UDN: 13
  PTB: 4
  PTN: 3
  PST: 2
  PDC: 1
  PSB: 1
  PR: 1

| Deputados estaduais eleitos      | Partido | Votação | Percentual | Cidade onde nasceu    | Unidade federativa  |
| Ângelo José Varela               | PDC     | 6.075   | 2,88%      | Natal                 | Rio Grande do Norte |
| Antônio Rodrigues de Carvalho    | PST     | 5.192   | 2,46%      | Mossoró               | Rio Grande do Norte |
| Garibaldi Alves                  | PSD     | 4.909   | 2,32%      | Angicos               | Rio Grande do Norte |
| Francisco Seráfico Dantas        | UDN     | 4.642   | 2,20%      | Lajes Pintadas        | Rio Grande do Norte |
| Paulo Diógenes Pessoa            | PSD     | 4.490   | 2,13%      | São Miguel            | Rio Grande do Norte |
| Milton Aranha Marinho            | UDN     | 4.414   | 2,09%      | Caicó                 | Rio Grande do Norte |
| Edgard Borges Montenegro         | UDN     | 4.247   | 2,01%      | Assu                  | Rio Grande do Norte |
| Manoel Torres de Araújo          | PSD     | 4.044   | 1,91%      | Timbaúba dos Batistas | Rio Grande do Norte |
| Paulo Gonçalves de Medeiros      | PR      | 4.004   | 1,90%      | Natal                 | Rio Grande do Norte |
| Onésio Fernandes Maia            | UDN     | 3.926   | 1,86%      | Caraúbas              | Rio Grande do Norte |
| Ulisses Potiguar                 | UDN     | 3.924   | 1,86%      | Parelhas              | Rio Grande do Norte |
| Manoel Avelino Sobrinho          | PSD     | 3.829   | 1,81%      | Areia Branca          | Rio Grande do Norte |
| José Patrício de Figueiredo Neto | PSD     | 3.790   | 1,79%      | Alexandria            | Rio Grande do Norte |
| Erivan Santiago França           | PSD     | 3.789   | 1,79%      | Natal                 | Rio Grande do Norte |
| Radir Pereira de Araújo          | PTB     | 3.687   | 1,74%      | Currais Novos         | Rio Grande do Norte |
| Olavo Lacerda Montenegro         | PSD     | 3.629   | 1,72%      | Assu                  | Rio Grande do Norte |
| Ezequiel José Ferreira de Souza  | UDN     | 3.572   | 1,69%      | Natal                 | Rio Grande do Norte |
| José Fernandes de Melo           | PTB     | 3.449   | 1,63%      | Currais Novos         | Rio Grande do Norte |
| Luís de Barros                   | PSD     | 3.330   | 1,58%      | Natal                 | Rio Grande do Norte |
| Agenor Maria                     | UDN     | 3.327   | 1,57%      | São Vicente           | Rio Grande do Norte |
| Waldemar de Sousa Veras          | UDN     | 3.313   | 1,57%      | Alexandria            | Rio Grande do Norte |
| Pedro Lucena                     | PTN     | 3.291   | 1,56%      | Pirpirituba           | Paraíba             |
| Roberto Pereira Varela           | UDN     | 3.123   | 1,48%      | Ceará-Mirim           | Rio Grande do Norte |
| Dary de Assis Dantas             | UDN     | 3.108   | 1,47%      | Serra Negra do Norte  | Rio Grande do Norte |
| Asclepíades Fernandes e Silva    | PSD     | 3.089   | 1,46%      | Santana do Matos      | Rio Grande do Norte |
| Álvaro Coutinho da Mota          | PTB     | 3.021   | 1,43%      | Campina Grande        | Paraíba             |
| José da Silveira Pinto           | UDN     | 2.953   | 1,40%      | Rio do Fogo           | Rio Grande do Norte |
| José Vasconcelos da Rocha        | PTN     | 2.953   | 1,40%      | São Rafael            | Rio Grande do Norte |
| Jocelyn Vilar                    | PSD     | 2.918   | 1,38%      | Natal                 | Rio Grande do Norte |
| Manoel Veras Saldanha            | PSD     | 2.831   | 1,34%      | Campo Grande          | Rio Grande do Norte |
| Francisco Assunção de Macedo     | PTB     | 2.822   | 1,33%      | Sítio Novo            | Rio Grande do Norte |
| Alzair Pereira de Araújo         | UDN     | 2.819   | 1,33%      | Currais Novos         | Rio Grande do Norte |
| Floriano Bezerra de Araújo       | PSB     | 2.747   | 1,30%      | Afonso Bezerra        | Rio Grande do Norte |
| Antônio Pereira de Lima          | PST     | 2.701   | 1,28%      | São João do Sabugi    | Rio Grande do Norte |
| Jácio Luiz Bezerra Fiúza         | PSD     | 2.666   | 1,26%      | Santa Cruz            | Rio Grande do Norte |
| Francisco de Souza Revoredo      | PSD     | 2.467   | 1,17%      | Ouro Branco           | Rio Grande do Norte |
| Joaquim Leopoldo da Câmara       | PSD     | 2.444   | 1,15%      | Natal                 | Rio Grande do Norte |
| Boanerges de Azevedo Barbalho    | PSD     | 2.376   | 1,12%      | Santo Antônio         | Rio Grande do Norte |
| Aderson Dutra de Almeida         | UDN     | 2.336   | 1,10%      | Patu                  | Rio Grande do Norte |
| Gerônimo Santos Queiroz          | PTN     | 1.957   | 0,92%      | Jucurutu              | Rio Grande do Norte |
| Fontes:                          |         |         |            |                       |                     |